# 안드리아-코라토 열차 충돌 사고
2016년 7월 12일, 이탈리아 풀리아주 안드리아와 코라토 사이를 단선으로 달리던 바리-바를레타 철도의 2개의 열차가 정면으로 충돌하는 사고가 발생하였다. 이 사고로 27명이 사망하고 50여명이 부상당했다. 열차는 국영이 아닌 지역 철도 사업자인 페로트람비아리아 소속이다.